# A Great or Little Thing
"A Great or Little Thing" es el octavo episodio y final de la miniserie de televisión de drama criminal estadounidense The Penguin, un spin-off de la película The Batman. El episodio fue escrito por la desarrolladora de la serie Lauren LeFranc y dirigido por Jennifer Getzinger. Se emitió por primera vez en HBO en Estados Unidos el 10 de noviembre de 2024 y también estuvo disponible en Max en la misma fecha.
Ambientada poco después de los eventos de la película, la serie explora el ascenso al poder de Oswald "Oz" Cobb / Penguin (interpretado por Colin Farrell) en el submundo criminal de Ciudad Gótica, aliado con un joven llamado Victor (Rhenzy Feliz), mientras también tiene que lidiar con la presencia de Sofia Falcone (Cristin Milioti), quien quiere respuestas sobre la desaparición de su hermano. En este episodio, Oz y Sofía se ven envueltos en un enfrentamiento final, mientras que ella también obliga a Francis (Deirdre O'Connell) a confrontar a su hijo por su pasado.
Según Nielsen Media Research, el episodio fue visto por aproximadamente 0,464 millones de espectadores en hogares y obtuvo una participación de audiencia de 0,10 entre los adultos de 18 a 49 años. El episodio recibió críticas muy positivas de los críticos, quienes elogiaron su cierre, actuaciones, tono y valores de producción.

## Trama
El Dr. Rush logra que Francis recuerde su pasado con el uso de la terapia EGM. En un flashback, Francis recibe la visita de Rex Calabrese, quien se ofrece a pagar el funeral de Jack y Benny. Rex menciona que ella dejó de lado a Oz, pero Francis revela que descubrió que él encerró a Jack y Benny en el túnel de alcantarillado, lo que provocó su muerte. Rex le sugiere que use el amor de Oz para su propio beneficio, sintiendo que será recompensada por ello. Sin embargo, Francis no está segura de poder hacerlo y pide ayuda a Rex. Ella lleva a Oz al restaurant Monroe, donde Oz promete cuidarla si continúa creyendo en él.
En la actualidad, Víctor lleva a los jefes de otras bandas a la base de operaciones, pero se sorprende al encontrarla destruida. Los líderes deciden irse a pesar de las súplicas de Víctor de contraatacar. Oz, atado y amordazado, es llevado al ahora abandonado Monroe, donde Sofía también lleva a Francis atada. Ella usa una historia para explicar cómo Francis sabía que Oz había asesinado a sus hermanos, revelando que inicialmente conspiró con Rex para intentar matar a Oz. Luego le pide al Dr. Rush que se prepare para cortar uno de los dedos de Francis y le dice a Oz que debe confesar su papel en la muerte de sus hermanos. Oz mantiene su inocencia, lo que lleva a una desesperada Francis a revelar que siempre lo supo. Sofía la libera y Francis expresa su odio hacia Oz, arrepintiéndose de ser su madre. Ella rompe una botella y lo apuñala en el estómago, pero cae inconsciente durante otro episodio de demencia al tener visiones de sus hijos. Oz se libera y mata a los secuaces de Sofía, escapando en un auto y llevando a Francis al hospital.
Sofía se reúne con los jefes de las pandillas, ofreciendo su imperio criminal a quien capture a Oz, preparándose para abandonar Gotham para siempre. Después de darse un capricho y reunirse con Víctor, Oz se dirige al ayuntamiento para hablar con el concejal Hady. Expone las acciones de Sofía, afirmando que la base de operaciones pertenecía a Maroni. Él describe a los Maroni como los asesinos de Alberto, que Sofía tomó represalias matando a la esposa y al hijo de Sal, y orquestó la explosión en Crown Point. Oz ofrece darle a Hady todo el crédito por restaurar la paz en Crown Point y poner fin a la guerra de pandillas a cambio de acceso e influencia sobre el consejo. Hady revela que la alcaldesa Reál está investigando a los asociados de Falcone, entre los que se encuentra el propio Oz. Mientras Oz está allí, Víctor recibe una llamada de Link, el ayudante de Zhao. Cuando Oz se va, la banda de Zhao le tiende una emboscada y se ve obligado a acompañarlos.
Después de quemar sus pertenencias y la mansión de su padre, Sofía se reúne con la pandilla de Zhao en el aeropuerto para enfrentarse a Oz. De repente, Link y la pandilla de Zhao se vuelven contra él y matan a Zhao y sus secuaces y liberan a Oz, quien la obliga a dar un paseo en el auto con él. Mientras tanto, los otros líderes de la pandilla son asesinados por sus agentes. Él la lleva a los muelles, donde ella continúa burlándose de su madre. Aceptando su destino, se da la vuelta mientras Oz carga un arma. Sin embargo, se sorprende cuando llegan helicópteros y patrullas de la policía y la arrestan. Oz visita a Francis en el hospital y queda devastado al enterarse de que sufrió un derrame cerebral, dejándola en estado vegetativo. Oz se niega a aceptar esto y le ruega a su madre que diga que está orgullosa de él. 
Más tarde, Oz agradece a Víctor por ayudarlo, lamentando haberlo visto en su peor momento. Víctor le comparte a Oz que lo ve como si fuera familia. De repente, Oz comienza a estrangular a Víctor, creyendo que su conexión con él podría eventualmente ser una debilidad para ser explotada. Víctor intenta resistirse, pero finalmente muere asfixiado. Después de robar el dinero de Víctor, Oz deja caer su licencia de conducir en un río cercano y se aleja. En el Asilo Arkham, el Dr. Rush visita a Sofía en su celda. Él le entrega una carta de Selina Kyle, quien dice ser su media hermana. Después de comprar un auto nuevo, Oz lleva a Francis, postrada en cama, a una suite en el ático con vista al horizonte de la ciudad, y le dice que finalmente ha cumplido la promesa que le hizo; una lágrima corre por su ojo. Él la deja para unirse a Eve en un baile, quien interpreta el papel de su madre y le dice que nada puede detenerlo ahora. Afuera, la Bat-Señal brilla en la distancia.

## Producción

### Desarrollo
El episodio fue escrito por la desarrolladora de la serie Lauren LeFranc y dirigido por Jennifer Getzinger. Fue el segundo crédito como guionista de LeFranc y el primero como director de Getzinger.

### Escritura
Cuando se le preguntó sobre las secuencias de flashback, Lauren LeFranc explicó: "Anteriormente le contó a Sofia una historia sobre cómo su madre no se levantó de la cama durante semanas después de que sus hermanos murieron. Siente que ha perdido a su madre, de alguna manera. Puede sentir que ella está separada y tiene que recuperar su atención y asegurarle que está bien. Que en realidad ahora está mejor. Es más fácil porque no tendrá que alimentar tantas bocas".
Al comentar sobre la muerte de Víctor, LeFranc explicó que nunca tuvo que ver con que Victor hiciera algo malo, sino que "Oz, en ese momento, realmente eligió matar su propio corazón y abrazar al monstruo que es".  Colin Farrell explicó que la escena debería tener una sensación en la que "hubiera un sentido de responsabilidad creativa que se inclinara hacia, 'No podemos tener a este hombre como un personaje agradable'". Farrell también expresó: "La odiaba, odiaba esa escena. Realmente la odiaba. Estaba tan cabreado. Al interpretarla, me sentí como, ¿adivinen qué?, me gustaría sentirla al verla. Me sentí asqueroso, cruel, absolutamente loco y sentí que Oz estaba llegando a un punto sin retorno".  Añadió: "Ni siquiera sabe que no quiere ser humano, pero básicamente está diciendo: 'No quiero ser humano'".  Rhenzy Feliz fue informado desde el principio del destino de su personaje, considerándolo "una cosa emocional que puedes dar a una audiencia. Es ese factor de impacto de, 'Guau, dios mío'. Mantienes a la gente emocionada y alerta. Nadie está a salvo, lo cual también es emocionante". 
En cuanto al final de Sofia, LeFranc explicó: "Con Sofia, la veo como lo más cercano que tenemos a un héroe en nuestro programa, aunque, por supuesto, no lo es. Fue muy importante para mí que nos alineáramos con Sofia también, porque de lo contrario creo que todos estarían aplaudiendo al final por Oz. Y quería que doliera de alguna manera, su ascenso".  También agregó que al hacer que Oz la enviara de regreso al Asilo Asylum, "eligió un destino para ella que es peor que la muerte".  Si bien LeFranc no reveló el contenido de la carta, dijo que le daría a Sofia "una sensación de esperanza". 
La escena final muestra la Bat-Señal en el cielo. LeFranc dijo: "Estábamos buscando una forma elegante de entregar nuestro programa a Batman. Nos pareció correcto tener la Bat-Señal para socavarlo y decir: 'Aún no has llegado a la cima. Estás viviendo en esta fantasía, pero hay un mundo real más grande ahí afuera'".  Matt Reeves agregó: "Estamos como dándote un golpecito al final para decir que la historia no ha terminado. La idea de que Oz y estos personajes podrían estar en curso de colisión en algún momento con Batman, por supuesto, eso está ahí. Así que queríamos dejarte con una sensación de eso sin eclipsar el hecho de que esta es realmente la finalización de la historia".

### Rodaje
La escena final que se filmó para la serie fue la muerte de Víctor, que Farrell describió como una "energía oscura". Mientras tanto, O'Connell había estado pensando en cómo ejecutaría la última página del guion del episodio durante la huelga SAG-AFTRA de 2023, que había sido derramar una sola lágrima durante el estado vegetativo de Francis Cobb. Sin embargo, la interpretación de Farrell como Oz en esa escena le hizo retirar deliberadamente su amor, lo que O'Connell describió como una influencia en su actuación posterior en la escena.

## Recepción

### Audiencia
En su emisión original en Estados Unidos, "A Great or Little Thing" fue visto por aproximadamente 0,464 millones de espectadores en hogares, con un 0,10 en el grupo demográfico de 18 a 49 años. Esto significa que el 0,10 por ciento de todos los hogares con televisor vieron el episodio.  Esto representó un aumento del 20% en la audiencia con respecto al episodio anterior, que fue visto por un estimado de 0,384 millones de espectadores en hogares, con un 0,07 en el grupo demográfico de 18 a 49 años. 

### Reseñas críticas
"A Great or Little Thing" recibió críticas muy positivas de los críticos. El sitio web agregador de reseñas Rotten Tomatoes informó una calificación de aprobación del 100% para el episodio, con una calificación promedio de 8.9/10 y basada en 11 reseñas de críticos.
Tyler Robertson de IGN le dio al episodio una calificación de "bueno" de 7 sobre 10 y escribió en su veredicto: "Aunque no es "satisfactorio" en el sentido tradicional, y en realidad tiene un final realmente terrible, "Great or Little Thing" es un episodio de televisión desordenado que no siempre está a la altura de los puntos altos que se encuentran en otras partes de The Penguin. Al menos culmina de una manera que dice, con todo el pecho, que Oswald Cobb es un monstruo, uno que necesitará un bien igual y opuesto para derrotarlo".
William Hughes, de The AV Club, le dio al episodio una calificación de "A-" y escribió: "No entendemos la perspectiva de Eve sobre este último trabajo extraño y humillante en lo que presumiblemente ha sido una larga lista de ellos, más allá de algunas expresiones de dolor por encima del hombro de Oz. Pero la honesta y terrible verdad es que no necesitamos saberlo: Oswald Cobb es el rey de Gotham ahora, y eso significa que lo que dice -y cree- es verdad. Dios nos ayude a todos... al menos, como nos recuerda un foco parpadeante en el cielo, hasta The Batman 2".
Andy Andersen de Vulture le dio al episodio una calificación de 4 estrellas de 5 y escribió: "La apuesta del Pingüino de contar una historia de Gotham sin Batman ha dado sus frutos, materializándose en uno de los mejores programas del año y una historia de origen de cómic que habla de los tiempos sin perder de vista la realidad intensificada del material original. Oz es el Pingüino ahora, como todos en la galería de villanos de Batman, una caricatura de su propio trauma, atraído por medios criminales de falsa liberación".
Josh Rosenberg de Esquire escribió: "Es triste, porque me ha llegado a gustar Oz Cobb mucho más que Bruce Wayne. Incluso podría haber apoyado al villano. Sin faltarle el respeto a Battinson, pero realmente quería ver a Oz ganar esta. Si sentiste lo mismo, el final te hará cambiar de opinión por completo".  Joe George de Den of Geek le dio al episodio una calificación de 4 estrellas de 5 y escribió: "Para crédito de LeFranc y sus colaboradores, The Penguin demostró mucho más. El mundo no necesitaba otro programa sobre un villano de Batman triste y unidimensional, pero sí necesitaba un programa sobre una mujer que compite por un poder que nunca podría ser suyo. Al final, estoy agradecido de que The Penguin se haya convertido en ese programa, incluso si tuvo que sacar al Pingüino del nido para hacerlo". 
Sean T. Collins, de Decider, escribió: "La mejor manera de ver a El Pingüino no es como un puente entre películas, sino como una broma de mal gusto. El Pingüino hace todo esto, mata a todas estas personas, deja a casi todos los enemigos y aliados que tiene en el mundo muertos, para poder gobernar Ciudad Gótica... hasta que encienden la Batiseñal. Si esa toma final hubiera estado acompañada de un verdadero rimshot, creo que lo habría disfrutado más, no menos. ¿Crees que puedes salirte con la tuya, amigo? La broma es tuya".  Nate Richard de Collider le dio al episodio una calificación de 9 sobre 10 y escribió: "El Pingüino ha hecho un trabajo fenomenal al desarrollar su elenco, particularmente a Sofía, Vic y Francis. Pero este final nos lleva de nuevo al personaje principal, recordándonos que esta fue la historia de Oz desde el principio, y que puede ser incluso más depravado de lo que inicialmente pensamos. Cuando Farrell apareció por primera vez como el personaje en The Batman, ciertamente era un tipo malo, pero también fue utilizado como alivio cómico. Después del final, ahora lo vemos como realmente es. Sofía tenía razón: Oz Cobb es un monstruo". 
Lisa Babick de TV Fanatic le dio al episodio una calificación perfecta de 5 estrellas de 5 y escribió: "Sinceramente, odié el episodio 8 de la temporada 1 de The Penguin de muchas maneras, pero lo admito: también fue uno de los mejores episodios de toda la serie. ¿Acaso no lo fueron todos?"  Chris Gallardo de Telltale TV le dio al episodio una calificación de 4.5 estrellas de 5 y escribió: "Con Oz finalmente cumpliendo su sueño para sí mismo y para Francis, es solo cuestión de tiempo cuando contraataque contra su nuevo némesis: Batman. Terminando con la nota alta de Oz, The Penguin concluye con un tremendo impacto para las cosas por venir mientras deja una despedida satisfactoria para esta serie". 